# Esclavage à Malte

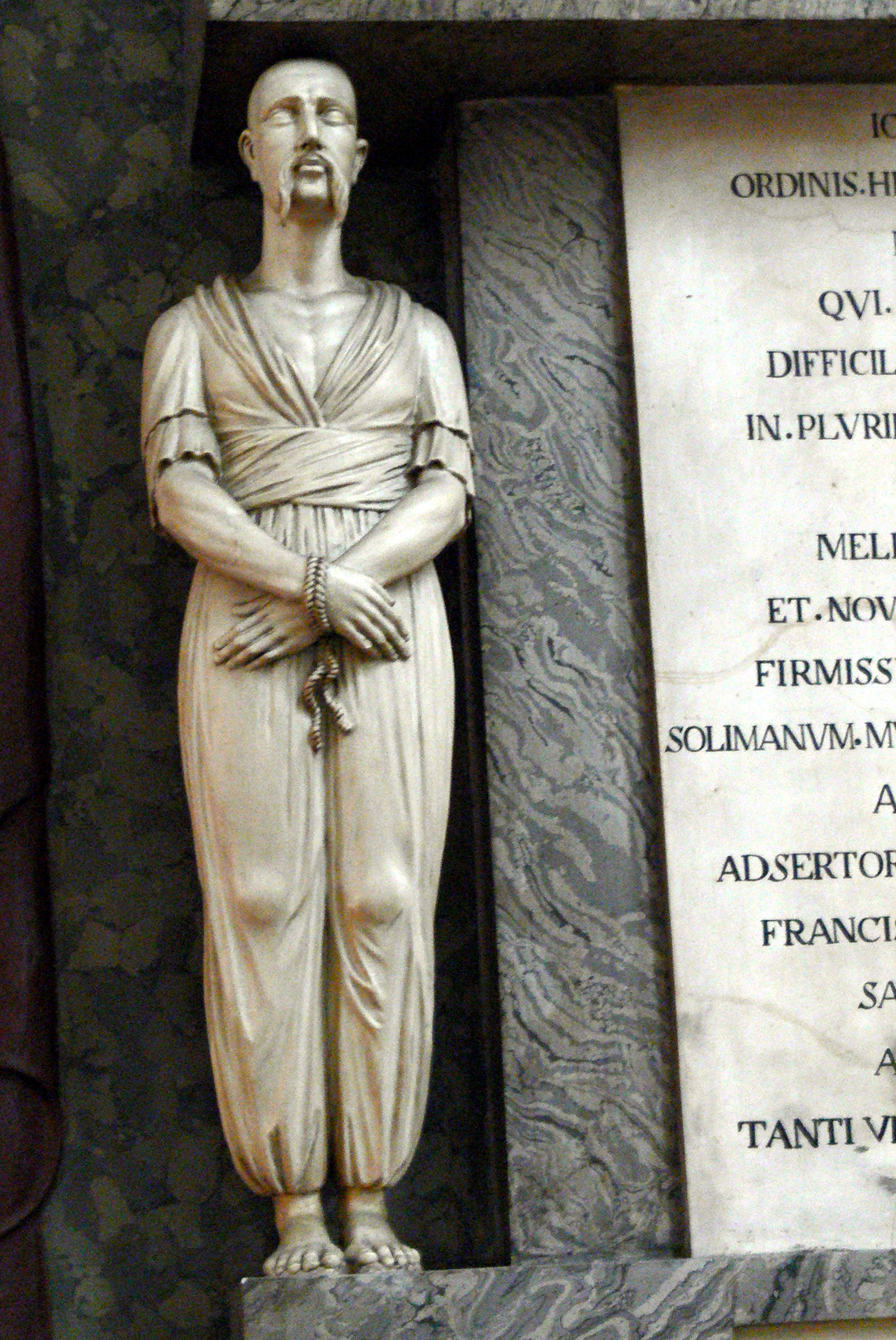
Statue d'un captif turc sur le monument (1806) à Jean de Valette dans l'église Saint-Jean-Baptiste de l'ordre de Saint-Jean de Jérusalem à Vienne

L’esclavage à Malte est une pratique qui remonte à l'Antiquité, et qui perdure au Moyen Âge, comme dans tout le pourtour de la mer Méditerranée. L'apogée du système sera pourtant atteint plus tard, sous la domination de l'ordre de Saint-Jean de Jérusalem à Malte, où l'esclavage prend des proportions jamais atteintes, principalement pour fournir la chiourme des galères de l'Ordre mais aussi d'autres pays chrétiens. 
La guerre de course, véritable colonne vertébrale du système économico-militaire des Hospitaliers, entretient le phénomène, d'une part à cause de la nécessité d'utiliser des esclaves pour la flotte militaire, et d'autre part avec l'afflux de captifs musulmans quand les combats sont victorieux. Malte deviendra ainsi une véritable plaque tournante du marché des esclaves de l'Europe chrétienne. L'esclavage sera aboli à Malte par Bonaparte lors de son invasion de l'archipel maltais en 1798.

## Esclavage avant les chevaliers de Saint-Jean de Jérusalem
L'esclavage à Malte remonte à l'Antiquité. Tous les pouvoirs qui se succèdent dans l'archipel, Romains, Byzantins, Arabes, Siciliens, et jusqu'aux Hospitaliers de l'ordre de Saint-Jean de Jérusalem, utilisent tous le service d’esclaves. 
À la fin de la période médiévale, les corsaires, parfois génois, mais aussi maltais ajoutent les prises humaines à leur butin, souvent des noirs africains, déjà esclaves. Ce brigandage maritime est largement pratiqué à l'identique sur toutes les côtes méditerranéennes.
Des documents maltais rapportent la présence d'esclaves domestiques aux XIIIe et XIVe siècles. Une certaine Catherina par exemple, esclave grecque, est émancipée par un acte notarié du 23 janvier 1324.  Il semble pourtant qu'avant 1530, la majorité des esclaves domestiques aient été des africains noirs, capturés par les Maghrébins à la frontière sud de leurs territoires. À la fin du XVe siècle, on trouve de tels esclaves dans les familles riches de Mdina, mais aussi dans les campagnes ou à Gozo par exemple où le prêtre Pietru Mannara vend son esclave Ferha à un compatriote. L'usage semble être de baptiser ces esclaves dès leur arrivée sur l'île.
Dans les actes officiels, les esclaves sont désignés selon leur fonction ou leur origine. Ils peuvent ainsi être casanaticii (esclaves de maison) ou scavi ad usum maghazeni, d'origine ethiopes, sylvestri, mauri, greci, ou de religion saraceni, christiani ou judei. En dehors des tâches domestiques, ils peuvent aussi être employés pour des travaux de construction ou de terrassement.
L'affranchissement était une pratique assez courante, dépendant probablement des liens humains tissés. Le nom de l'affranchi reprenait souvent celui de son ancien maître, en y ajoutant une marque de provenance pour éviter toute ambigüité : par exemple il sera bien compris que Franciscus de Vaccaro a été libéré par la famille Vaccaro ou Giorgius de Mazarra d'une famille Mazarra.
Cet esclavage privé va perdurer longtemps après l'arrivée des Hospitaliers, même si ceux-ci vont essayer de le limiter pour en obtenir l'exclusivité. À partir du XVIe siècle l'Ordre va surtout réorienter l'esclavage pour son besoin en rameurs sur les galères.

## Démographie de l'esclavage

### Nombre des esclaves
Principalement d'après les travaux d'Anne Brogini,, :
| Année | Total des esclaves | Population maltaise | rapport esclaves/population |
| ----- | ------------------ | ------------------- | --------------------------- |
| 1548  | moins de 400       | 20 000              | 2 %                         |
| 1569  | environ 400        | 11 970              | 3,3 %                       |
| 1575  | 400                | environ 16 000      | 2,5 %                       |
| 1582  | 800                | 22 000              | 3,6 %                       |
| 1590  | 1 405              | 32 310              | 4,3 %                       |
| 1599  | environ 1 800      | environ 21 000      | 8,5 %                       |
| 1632  | 2 046              | 43 000              | 4,7 %                       |
| 1669  | 2 390              | environ 40 000      | 5,9 %                       |
| 1710  | 3 000              | environ 50 000      | 6 %                         |
| 1741  | 2 500              | environ 60 000      | 4,2 %                       |
| 1769  | 2 500              | environ 70 000      | 3,5 %                       |
| 1798  | environ 2 000      | environ 100 000     | 2 %                         |

### Sexe et âge
La majorité des esclaves employés à Malte sont des hommes qui seuls peuvent assurer les terribles efforts des galères. Lors des procès inquisitoriaux, seuls 10 % des esclaves sont des femmes, principalement utilisées pour des tâches domestiques. Pourtant des femmes et des enfants pouvaient aussi être victimes des razzias sur les côtes du Maghreb. 
L'âge précis n'est guère connu que par les procès de l'Inquisition. Une série étudiée au XVIIe siècle retrouve une moyenne de 31 ans.

### Origine des esclaves
La plupart des esclaves sont non-chrétiens (environ 80 %), c'est-à-dire musulmans et juifs. Ils sont le plus souvent capturés lors des conflits militaires de l'Ordre et plus tard lors des razzias de la course. Les musulmans sont principalement constitués de Turcs, de Barbaresques ou Maures, ainsi que d'Africains sub-sahariens en nombre plus limités. Les Juifs viennent du Levant, des îles de la mer Égée (Rhodes, Crète) ou de Venise.
Une petite proportion (environ 20 %) sont chrétiens ; ils peuvent venir de Grèce, d'Orient ou d'Europe centrale et peuvent être déjà esclaves au moment de leur capture. Ils doivent prouver leur religion avant d'être, comme chrétiens, libérés de leur servitude, mais peuvent aussi rester esclaves. Au fil du temps et des besoins, il arrivera par exemple que des Grecs soient capturés et maintenus en esclavage comme schismatiques ou sur le prétexte qu’ils commercent avec les Turcs.
On trouve également des néophytes convertis, anciennement musulmans (ils ne sont pas libérés pour autant) et des renégats qui ont déjà changé de foi.

### À leur arrivée

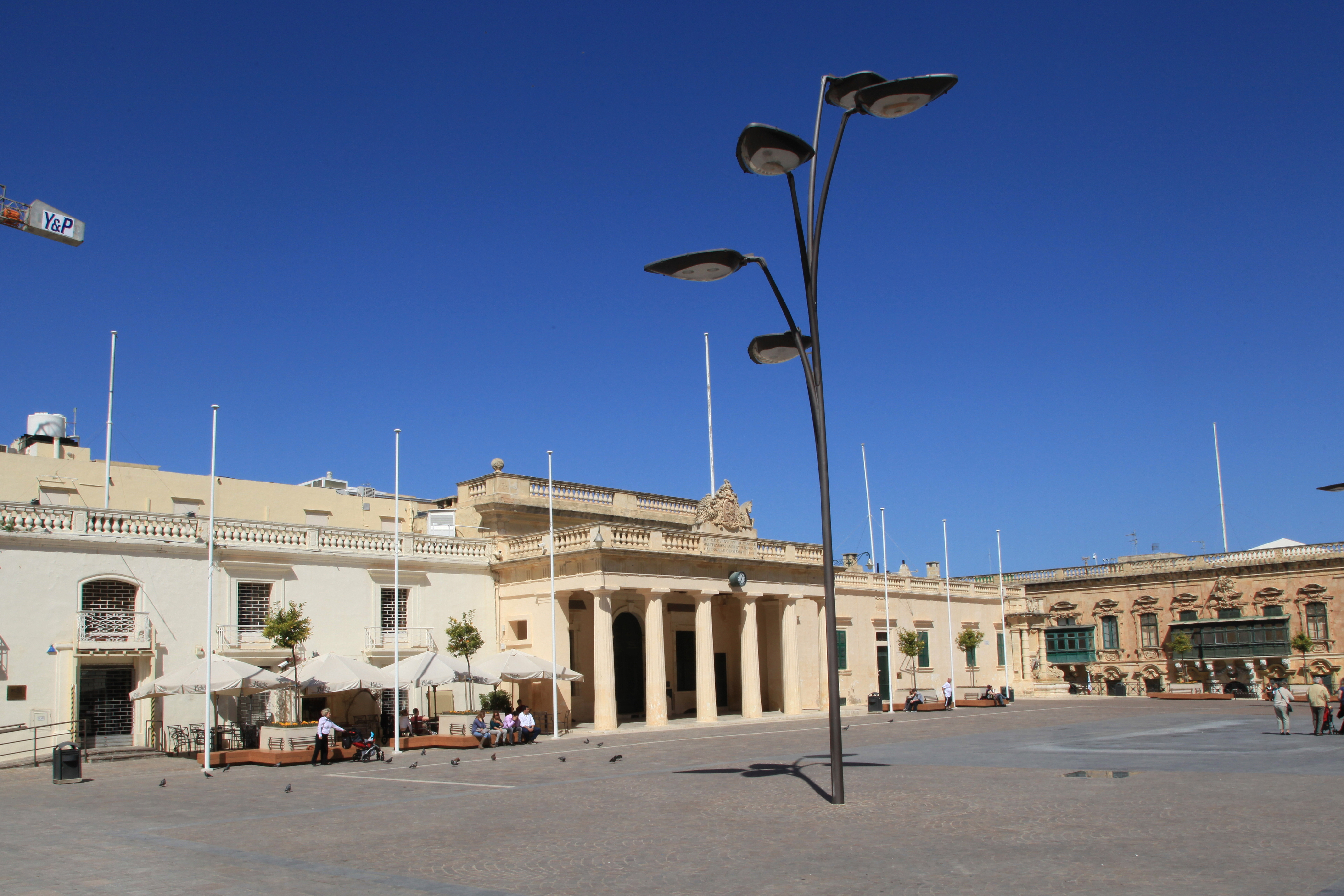
Place Saint George (Misrah San Gorg) à La Valette, ancien lieu du marché aux esclaves

Comme tout voyageur venant de la mer, les captifs passent d'abord leur quarantaine dans le navire ou dans le lazaret de l'île de la baie de Marsamxett. Ils sont ensuite triés selon leur sexe, leur âge, leur robustesse, le tout tendant à en établir leur valeur marchande. Si les esclaves sont capturés par un navire de l'Ordre, les chevaliers décident de leurs différentes destinations : galère, service, cadeau ou vente. S'ils ont été capturés par un navire patenté, le capitaine verse à l'Ordre le pourcentage déterminé avant de disposer du solde à son gré. L'esclave est totalement réifié comme objet de son propriétaire,.
Ceux qui n'ont pas encore trouvé leur propriétaire définitif sont menés sur le marché public aux esclaves de La Valette, situé sur la place San Giorgio (aujourd'hui Misrah San Gorg), devant le palais magistral.
Vers 1660 par exemple, sur plus de 700 esclaves débarqués, 538 sont vendus rapidement au prix moyen de 142 écus (ou scudi) de Malte pour un homme et 159 écus pour une femme. Les pris augmenteront jusqu'au début du XVIIIe siècle, pour se stabiliser ensuite, quand la demande diminuera, en particulier avec l'abandon progressif des galères par les grandes puissances (vers 1750 dans la marine française), même si leur usage perdurera à Malte.

### Les différents fonctions
La grande majorité des esclaves appartiennent à l'Ordre. Ils se divisent en plusieurs types ; les plus robustes sont destinés aux galères, les autres restent à terre et serviront aux tâches domestiques : serviteurs des chevaliers, cuisiniers, ouvriers... 
L'esclavage privé perdure également, tout homme libre pouvant acquérir un esclave au marché. Ils sont alors destinés à des tâches domestiques ou agricoles. Cette forme d'esclavage privé restera modérée en nombre (environ 200 esclaves tout au long de la période) et tendra à être limitée par l'Ordre.
L'esclave à Malte est un être humain totalement réifié, il est assimilé à un objet marchandable, y compris dans le code pénal de 1724.

## L’ordre des chevaliers de Saint-Jean et la course

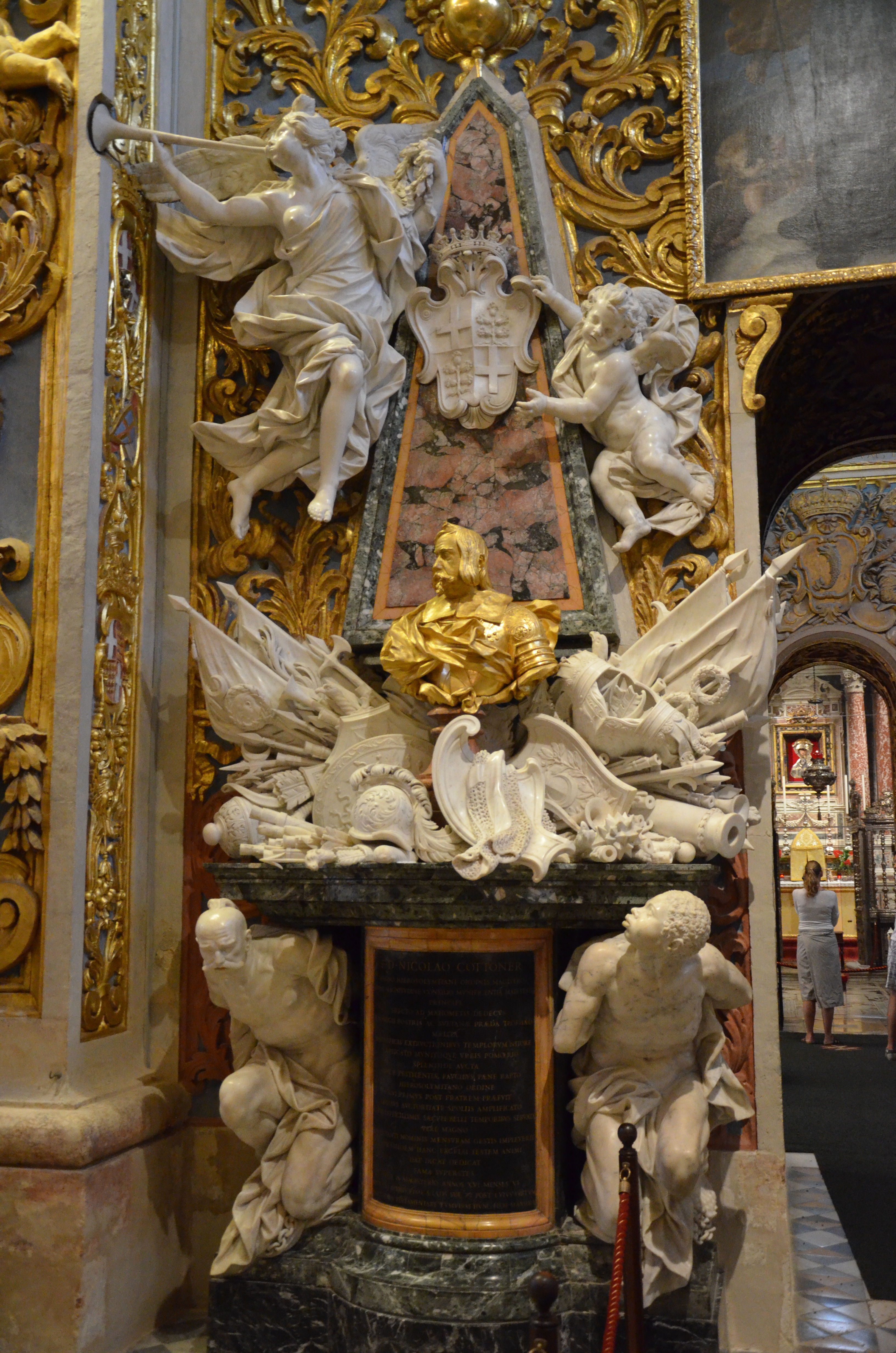
Tombeau du Grand Maître Nicolas Cotoner, soutenu par deux statues d'esclaves, un Turc à gauche, un Africain à droite, dans la chapelle d'Aragon de la Co-cathédrale Saint-Jean de La Valette

Il y avait à Malte des corsaires bien avant l'arrivée des chevaliers. Notamment des Génois qui se servaient de Malte comme une base avancée et purent devenir si puissants qu'un corsaire génois, Enrico Pescatore, devint comte de Malte et fonda une dynastie qui régna longtemps sur l'archipel. 
Mais les Hospitaliers développèrent ce système pour en faire un pivot de leur activité économique pendant plus de deux siècles. C'est ce modèle économico-militaire qui entretiendra si durablement le système esclavagiste à Malte. À ce titre le tombeau du Grand maître Nicolas Cotoner, soutenu par deux statues d'esclaves est une fine métaphore du système économique des Hospitaliers.

Au début de leur installation à Malte, les statuts de l'Ordre indiquent très clairement que la guerre de course n'est consentie que comme une défense face aux menaces et aux razzias des pirates barbaresques, une sorte de police maritime nécessaire. Progressivement, l'Ordre va transgresser ses propres statuts pour s'autoriser et autoriser certains navires sous patentes à pratiquer une guerre de course à profit : non seulement sur la valeur des marchandises volées, mais également sur la capture et le commerce des individus réduits en esclavage. Pour ce point, elle se différencie par exemple des corsaires français qui ne pouvaient ramener d'esclaves sur le sol français.

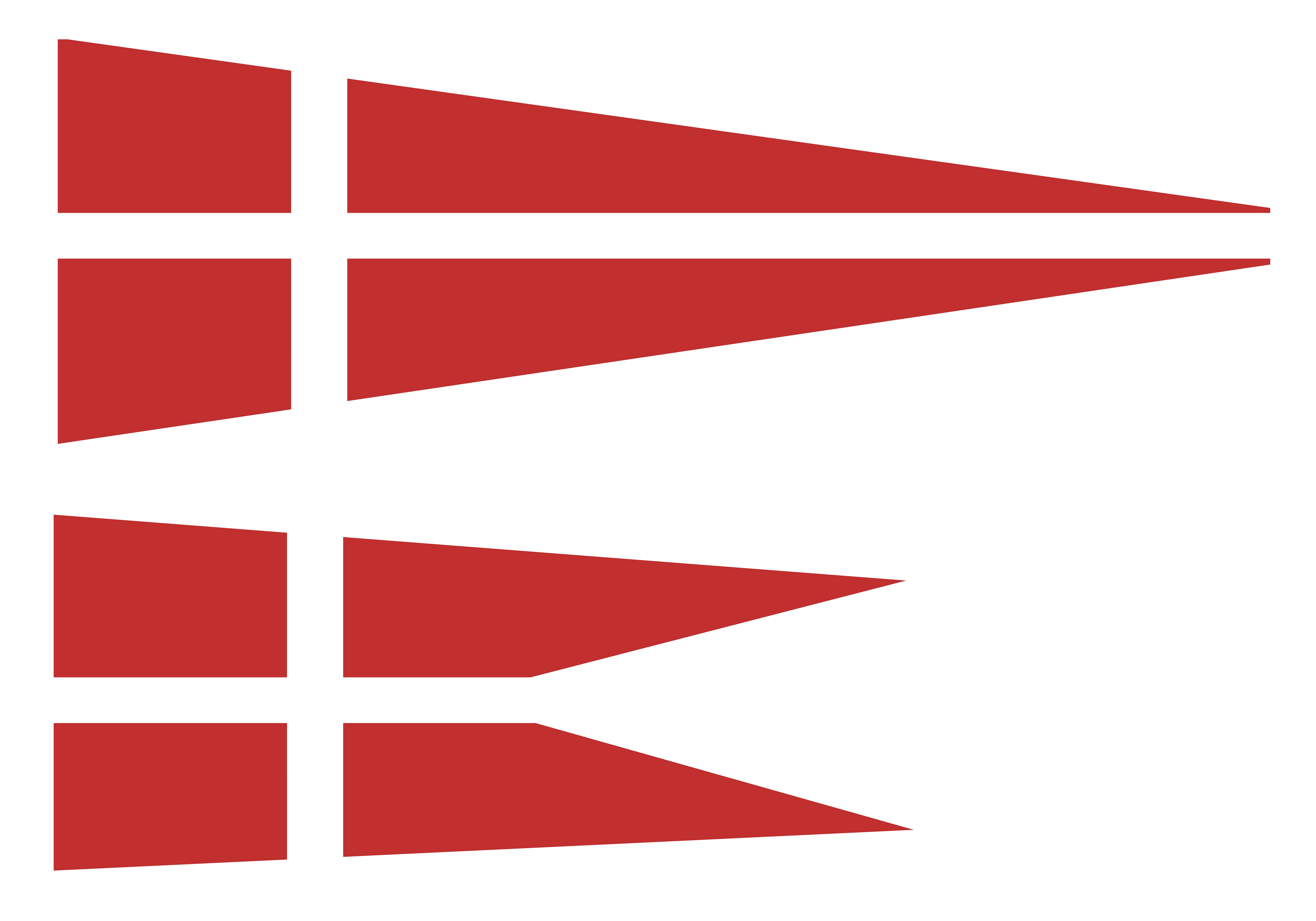
Pavillon des navires de l'ordre de Saint Jean de Jérusalem

Au début de la Renaissance, le corso est une activité largement répandue dans tous les grands ports chrétiens. Progressivement, la plupart des ports se réorienteront vers des activités économiques plus sûres et lucratives, sauf Malte qui devient, à partir du milieu du XVIIe siècle, le centre du corso méditerranéen et continue à faire vivre ce « brigandage maritime »,.

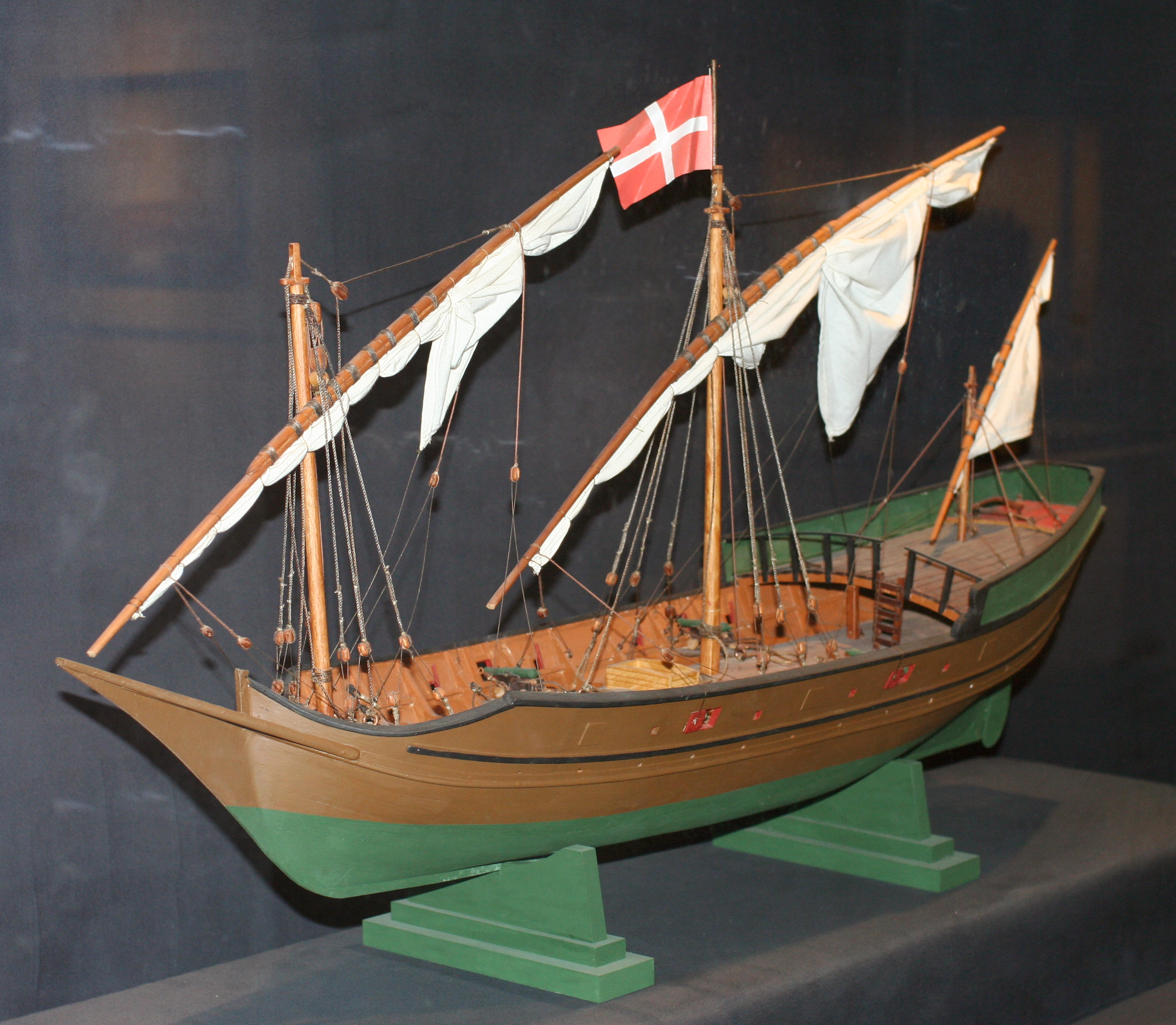
Modèle réduit d’un chébec de l’Ordre de Saint-Jean de Jérusalem

Au XVIIIe siècle, chaque année, l’Ordre armait ses galères et quelques frégates, pour chasser les navires marchands musulmans et effectuer des razzias dans les villages côtiers non défendus, c'était les caravanes hospitalières organisées sous la responsabilité du grand amiral. En 1789, le procureur général de l’Ordre à Paris se plaint d'ailleurs auprès du grand maître que ses frégates sont moins efficaces que les chébecs arabes dont l'Ordre manque. 
Au fil des siècles, la grandeur de l'Ordre se transforme en un brigandage et à « des razzias sans gloire, de quelques malheureux pêcheurs berbères, plus souvent encore de leurs femmes et de leurs enfants ». Si l'affichage officiel reste une guerre contre l'infidèle, les capitaines des vaisseaux ont en réalité pour ordre de « courir les mers pour faire une riche prise et tirer un bon butin ». Et quand les difficultés économiques gouvernaient, même les navires grecs chrétiens pouvaient être capturés, sous prétexte qu'il s'agissait de schismatiques commerçant avec les Turcs.
Des navires privés recevaient également des patentes de l'Ordre, leur permettant de mener à bien des raids maritimes sous pavillon de Saint-Jean, à condition bien sûr de reverser une partie de leur butin à l'Ordre. Des navires étrangers pouvaient ainsi participer au corso, par exemple des Français qui n'avaient pas le droit de ramener d'esclave sur le sol de France. C'était aussi le cas d'armateurs maltais qui se lançaient dans ce commerce aléatoire mais parfois fructueux. Les frères Camilleri par exemple renouvelèrent régulièrement leur patente au XVIIIe siècle, signe manifeste d'affaires prospères.

### Règlementation
Le développement de l'esclavage devient si important au sein de l’île que l’Ordre s’efforcé entre 1530 et 1602 de le réglementer par des séries d’ordonnances magistrales régissant tous les instants de la vie des esclaves.

### Les besoins de la rame

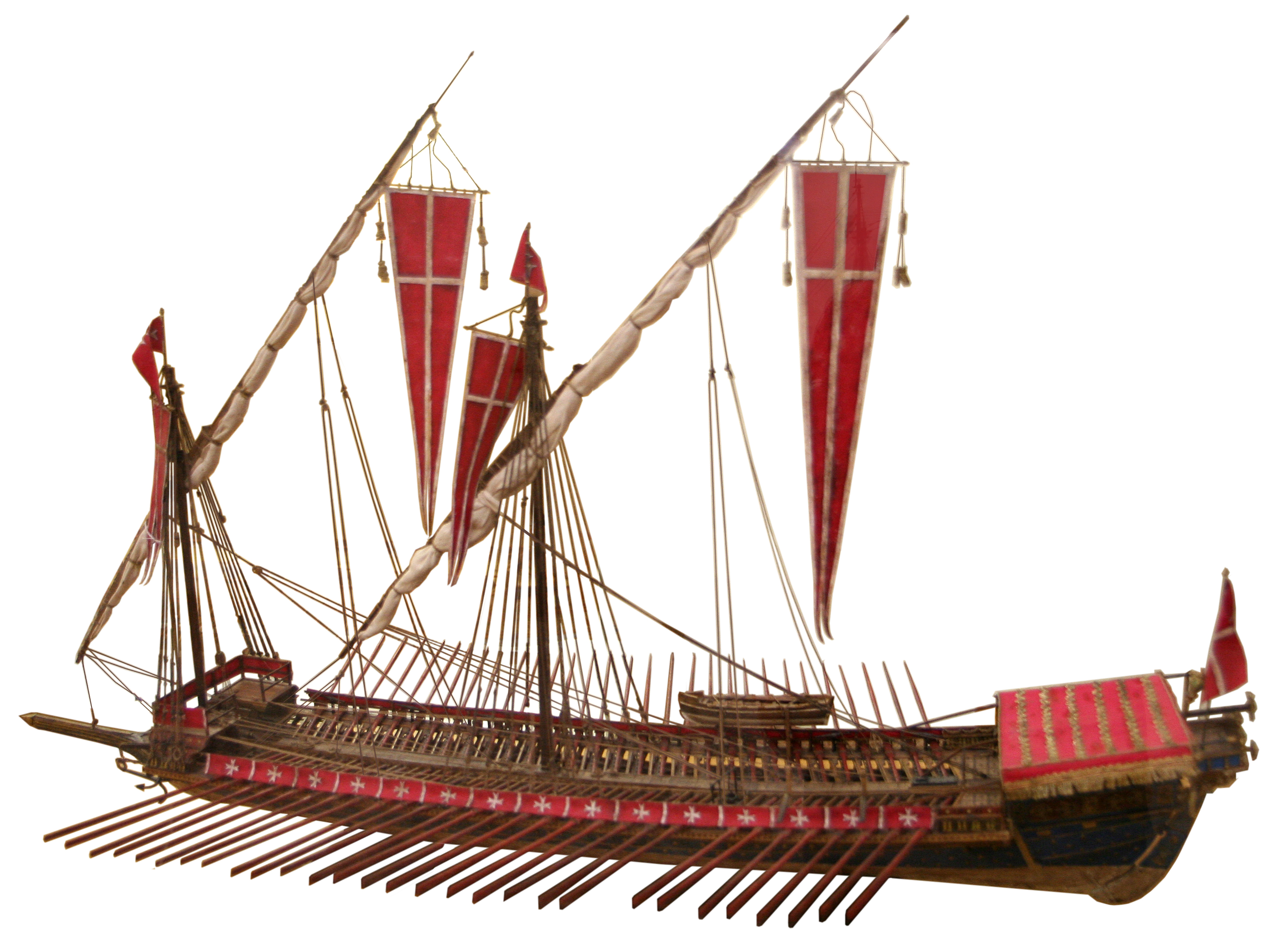
Galère de l'Ordre de Malte, reconstitution du Musée d'histoire navale de Venise.

À mesure que l'Ordre se développe, les besoins en rameurs augmentent. Les Hospitaliers entretiennent tout d'abord 3 galères, puis 4 en 1548, 5 galères en 1584, 6 en 1625 et 7 en 1651, avec en plus de nombreux autres navires d'appoint, eux aussi propulsés à rames. Vers le milieu du XVIIe siècle, le besoin est d'environ 1 000 hommes pour les galères et 500 pour les autres navires, soit environ 1 500 rameurs.
Il faut noter que les esclaves ne constituent pas l'ensemble des galériens. À côté d'eux, rament également des forçats et des chrétiens appelés buonavoglie, souvent des individus tellement endettées qu'ils passent un « contrat » avec l'Ordre, en leur vendant à vie leur travail, une sorte d'esclavage économique. Bonaparte plus tard légifèrera contre ce genre de « contrat déshonorant pour l'espèce humaine ». 
Pour des raisons de sécurité et par crainte de mutinerie, les esclaves non-chrétiens ne composent qu'une partie de la chiourme. Au fil du temps pourtant, la proportion des esclaves parmi les galériens ne cessera d'augmenter, passant de 30 % en 1548 à 71 % en 1669.
Les esclaves destinés à ramer sont sélectionnés dès leur arrivée à Malte parmi les plus robustes. Ils sont exclusivement la propriété de l'Ordre. En cas de nécessité, des esclaves de terre peuvent venir renforcer la chiourme.

## Un trafic international
Aux XVIe et XVIIe siècles, on pouvait trouver des marchés aux esclaves dans plusieurs ports chrétiens de Méditerranée : Gênes, Messine, Livourne, Naples et bien sûr Malte. Au cours du XVIIIe, ces marchés vont progressivement disparaître (avec l'abandon des galères), Malte restera alors le centre principal du trafic méditerranéen.
La réification des individus esclaves les rend semblables à des objets utilitaires, de prestige ou de désir. Ils peuvent être ainsi offerts en présent à la vice-reine de Naples entre 1632 et 1655 ou réclamés par le Pape. La marine pontificale par exemple achète régulièrement des esclaves musulmans à qui peut lui en fournir, et notamment à l'Ordre. La marine royale française est également un client régulier des marchands d'esclaves, mais elle a plus souvent l'habitude de se fournir à Livourne avant d’abandonner ses galères vers 1750.

### Un exemple: les esclaves de Coron

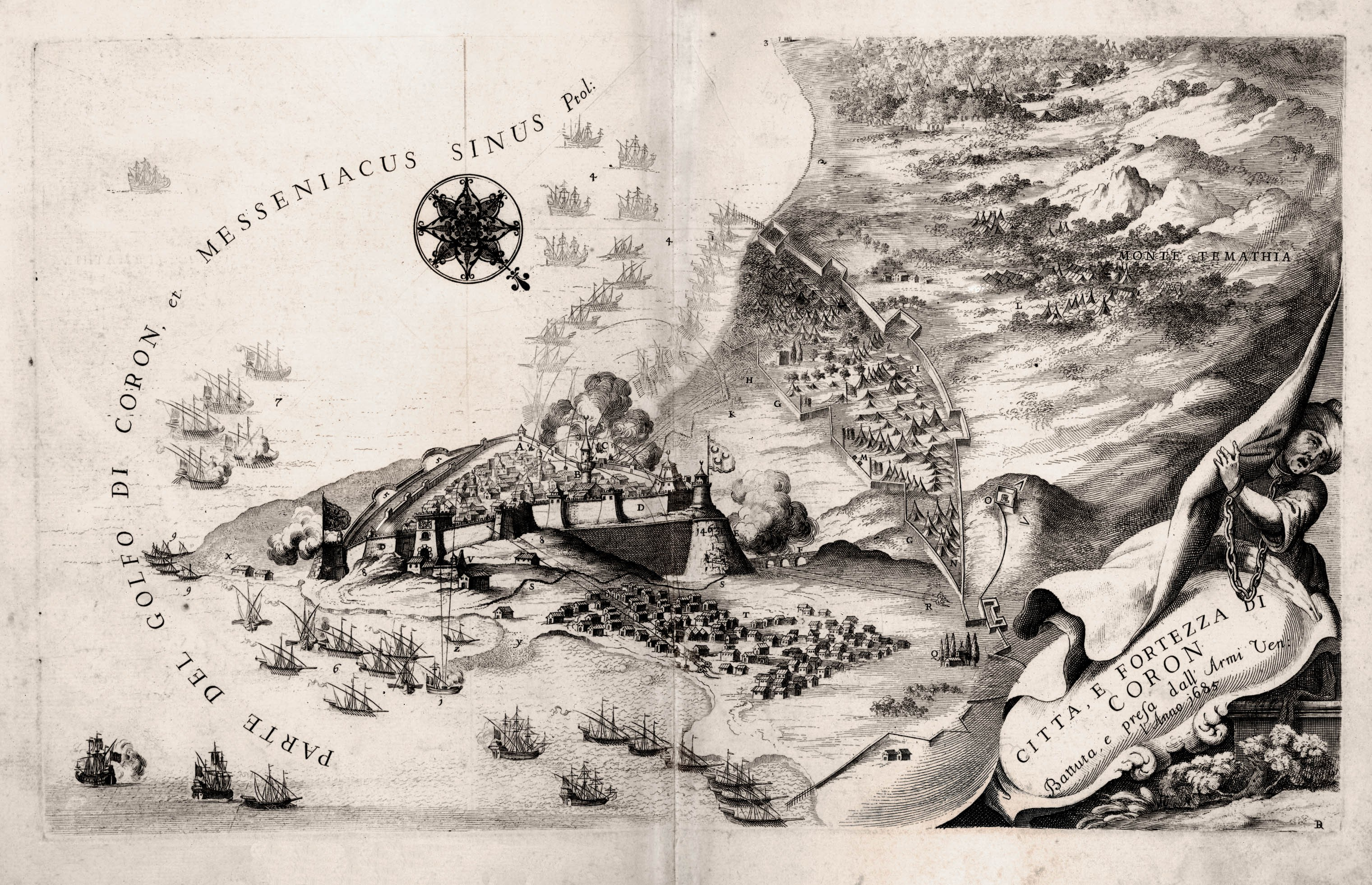
Le port de Coron, gravure de Vincenzo Coronelli vers 1686

L'étude des esclaves capturés lors de la prise de Coron montre un exemple de l'organisation du système, de la chosification des esclaves et des appétits mercantiles liés à ce trafic :
En septembre 1685, les galères de l'Ordre rentrent en triomphe à La Valette après une bataille gagnée sur les « infidèles ». Elles sont allées prêter main-forte aux Vénitiens pour la conquête du port de Coron dans le Péloponnèse. La ville capitule le 11 août 1685 à l'issue d'un siège de 49 jours. Après deux jours de saccage, le général de la coalition reprend les choses en main et attribue les lots aux vainqueurs. La répartition avait en fait été soigneusement négociée plusieurs mois avant la bataille. Après un premier décompte, sur les 1 336 individus capturés, l'Ordre en reçoit 334, mais doit en transférer immédiatement un tiers aux forces papales, il lui reste donc environ 221.
En réalité, un nombre d'esclaves au moins égal a été ramené clandestinement à Malte, par des chevaliers et des soldats qui se sont attribué d'eux-mêmes les objets de leur convoitise. Mais l'ampleur de ces prises clandestines fait réagir l'Ordre qui décrète le 26 septembre que tous les esclaves ramenés lui appartiennent de droit. Deux jours plus tard, 21 chevaliers et 44 soldats présentent une réclamation demandant la restitution de leurs esclaves, achetés pendant la période de saccage de la ville. Mais leur demande est rejetée et 284 esclaves supplémentaires viennent grossir le Trésor et les prisons de l'Ordre.
Mais d'autres trafiquants viennent encore plaider leur cause, pleurant leurs malheurs d'être dépossédés de leurs biens. Parmi eux, un certain capitaine Dimitrio Micalieci, à qui l'inquisiteur doit tout de même retirer et libérer une esclave parce qu'il avait caché qu'elle était chrétienne.
La plupart des esclaves étaient pourtant des Turcs musulmans, plus une vingtaine de Juifs. De nombreuses femmes et des enfants faisaient partie des esclaves. Si le décompte exact n'est pas connu, une liste partielle fait état d'une proportion de 28 % d'enfants de moins de 15 ans, 53 % de femmes adultes et seulement 19 % d'hommes. Le grand maître d'ailleurs se plaint que seuls 36 esclaves ramenés de Coron ont pu trouver place sur les bancs de rames.
Cette arrivée en masse de femmes était une aubaine attendue depuis longtemps par les marchands d’individus. Dans une lettre datée de juillet 1685 (un peu avant la chute de Coron), le grand maître Gregorio Carafa regrette à son correspondant la rareté de la marchandise et de ne pouvoir lui fournir l'esclave demandée : « Comme nous avons peu de corsaires dans le Levant, les femmes esclaves sont aujourd'hui rarement amenées ici, et il faut être patient. » Dès décembre 1685, Carafa peut enfin se montrer généreux : il envoie la fameuse esclave à son correspondant, plus deux jeunes esclaves au vice-roi de Sicile, deux jeunes femmes à la femme du vice-roi et une esclave noire au secrétaire du palais de Palerme. Quant à une vieille esclave malade et infirme, sans aucune valeur marchande, elle est offerte au cuisinier du palais magistral. Les autres esclaves sont vendus. Une petite fille de huit ans par exemple est d'abord acquise par un certain Hagi Mihamet, religieux (papasso) musulman lui-même esclave de l'Ordre. Cet achat d'une esclave par un esclave est jugée illégal par le tribunal et la petite fille reprise par l'Ordre, qui la revend à un chevalier pour 43 écus[réf. souhaitée].
De ces esclaves, seule la trace de 83 sauf-conduits signifiant leur libération et leur retour chez eux a été retrouvée. Il est possible que d'autres habitants de Coron aient pu être libérés. Parmi ces 83 libérés, les premiers étaient juifs, neuf d'entre eux ont pris des sauf-conduits pour Smyrne via un navire français fin 1686, et cinq autres partent pour Venise l'année suivante. Comme Coron restera longtemps possession vénitienne, les esclaves musulmans ne peuvent retourner chez eux et émigrent s'ils le peuvent en Afrique du Nord.

## Le quotidien des esclaves

### À la rame

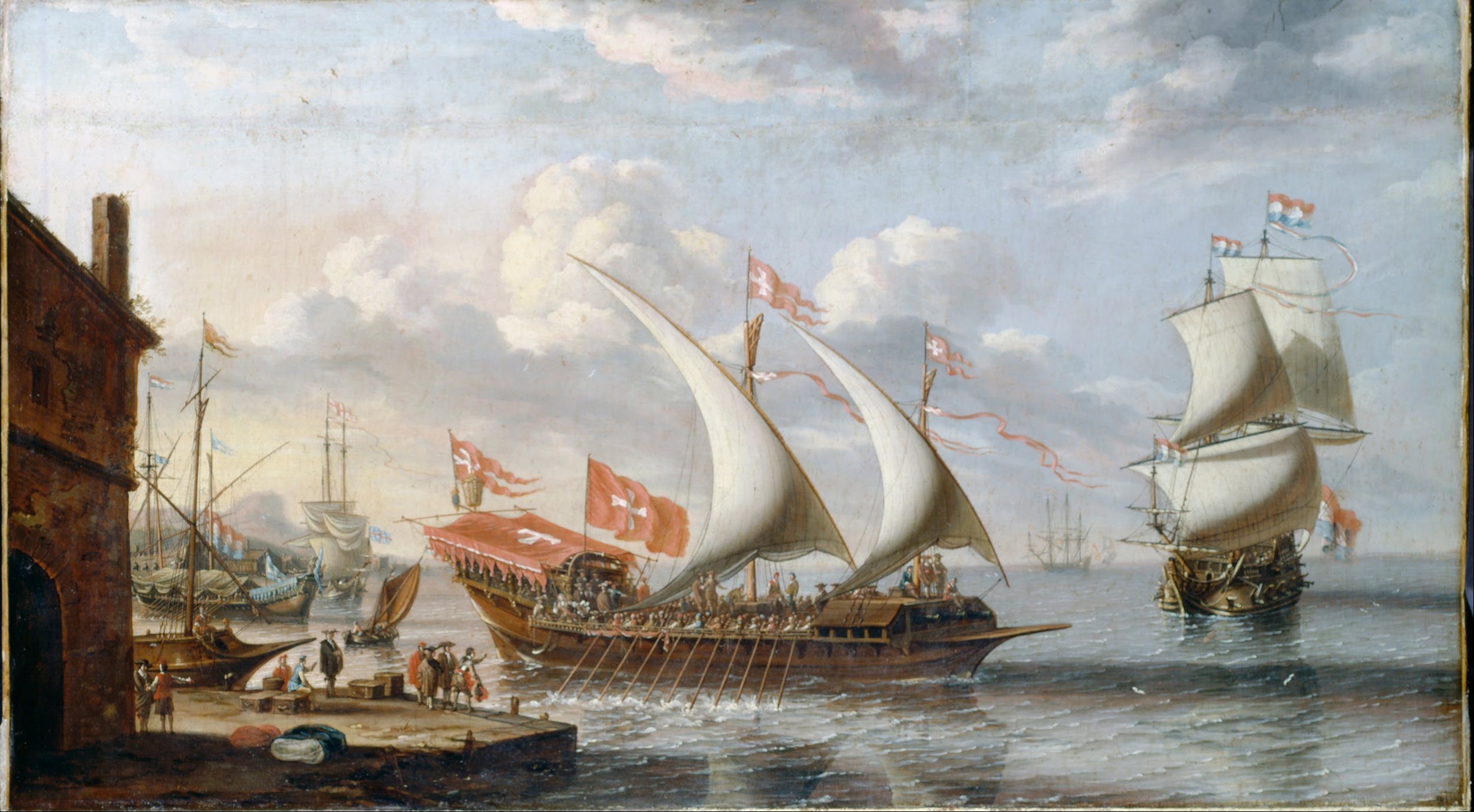
Galère de l'Ordre de Malte, vers 1680, peinture de Lorenzo Castro

En raison de la valeur qu'ils représentent, l'Ordre se soucie de la santé de ses rameurs. Un responsable doit veiller à ce qu'ils soient correctement vêtus et nourris (ration quotidienne de soupe et de biscuits, et du pain et de la viande deux fois par semaine). Les conditions restent pourtant très dures (bien plus que pour les esclaves de terre) et la mortalité importante.
En raison de la crainte permanente d'une rébellion, les esclaves rameurs sont rapidement emprisonnés dès qu'ils sont à terre.

### Les esclaves de terre
Au reste des esclaves, hommes ou femme, sont dévolues des tâches domestiques, agricoles, ou de construction. L'entretien des palais, cuisines et dépendances de l'Ordre occupent une grande partie de leur travail. Beaucoup sont au service de chevaliers. En 1555, le grand maître peut posséder 30 esclaves pour son service personnel. Ce chiffre ne cesse d’augmenter : à sa mort en 1595, Hugues Loubens de Verdalle dispose de 230 esclaves à son service.
Il arrive que des travaux exceptionnels, en particulier de construction, requièrent un grand nombre d'esclaves, qui pourront être fournis temporairement par les rameurs. En 1632 par exemple au moins 600 esclaves sont employés pour des grands travaux des villes de La Valette et Senglea.

### La surveillance
Les esclaves posent à l'Ordre un important problème de sécurité et de surveillance. Ils forment un grand nombre d'hommes dans la force de l'âge, parfois d'anciens soldats, et sans grand espoir d'avenir dans un monde chrétien en guerre permanente contre l'ennemi ottoman et barbaresque. Plusieurs tentatives de révoltes justifient d'ailleurs cette crainte. 
Ils peuvent avoir une petite activité de commerce mais au fil du temps, elle sera de plus en plus contrôlée, de crainte que les esclaves n’utilisent leur pécule pour préparer une évasion.
Les esclaves sont contraints de porter un anneau de fer à la cheville. À la tombée du jour, tous les esclaves (galères, terre, privés) doivent rejoindre les prisons des esclaves. On en compte trois : une à La Valette (pour les esclaves de rame, les forçats et les musulmans), une à Città Vittoriosa (pour les esclaves juifs) et une autre à Senglea. 
Après chacune des trois révoltes serviles de 1531, 1596 et 1748, des nouvelles lois renforceront la surveillance des esclaves.

### Traitement
Traités avec mépris mais économiquement précieux, ils bénéficient des soins médicaux de l'Ordre en cas de maladie. Avec la construction de nouvelle capitale, la Sacra Infermeria (ou Infirmerie Sacrée) déménagea de Birgu à La Valette. Il fut alors décidé que l'ancien hôpital de Birgu servirait pour les esclaves. Les descriptions des voyageurs du milieu du XVIIIe siècle décrivent un endroit propre et bien tenu.

### Punitions
Les punitions étaient particulièrement dures envers les esclaves et le recours aux sévices physiques usuel. Ils pouvaient être exposés à une colonne de pierre et fouettés sur la place du Palais à La Valette. D'autres fois, le condamné était mené sur une charrette dans les rues de la ville, tandis que le bureau brûlait son corps avec des barres de métal rougies au feu,.

### La vie sociale
Par leur statut, leur isolement et leur religion, les esclaves sont marginalisés par rapport à la société maltaise. Leur premier lieu social est évidemment les prisons où les esclaves se retrouvent tous les soirs. Ils peuvent y utiliser leurs langues et y pratiquer leurs rites.
Pendant la journée et en dehors de leurs périodes de travail, les esclaves peuvent se retrouver dans les tavernes, surtout autour du Grand Port qui constitue le lieu de rencontre de tous les aventuriers et marginaux de l'île. Les esclaves peuvent y boire, retrouver des prostituées, voire élaborer des projets d'évasion.

### L’intégration des esclaves
Quelques esclaves, notamment ceux appartenant à des propriétaires privés, pouvaient obtenir une petite place dans la société et tisser des liens humains parfois fructueux. Ils pouvaient posséder des biens et les vendre (sous le contrôle de l'Ordre). La langue maltaise proche de l'arabe tunisien facilitait également la communication entre les maltais et les esclaves barbaresques, proximité que ne pouvait évidemment avoir les chevaliers des diverses langues européennes. 
Les mariages restent rares mais non exceptionnels. Un relevé partiel de quelques registres paroissiaux maltais révèle 380 mariages aux XVIe et XVIIe siècles. Les hommes esclaves constituent 56 % de ces mariages (214 sur 380) et les femmes 44 %. Cette surreprésentation féminine par rapport à leur faible proportion d'esclave pourrait indiquer que l'union avec un maltais était une issue assez fréquente à leur état d'esclave. C'est peut-être aussi l'indication de l'importance de l'esclavagisme sexuel à Malte.

## Les espoirs des esclaves
Face à leur vie difficile, gagner sa liberté est sans doute l’obsession de chaque esclave.

### Le rachat

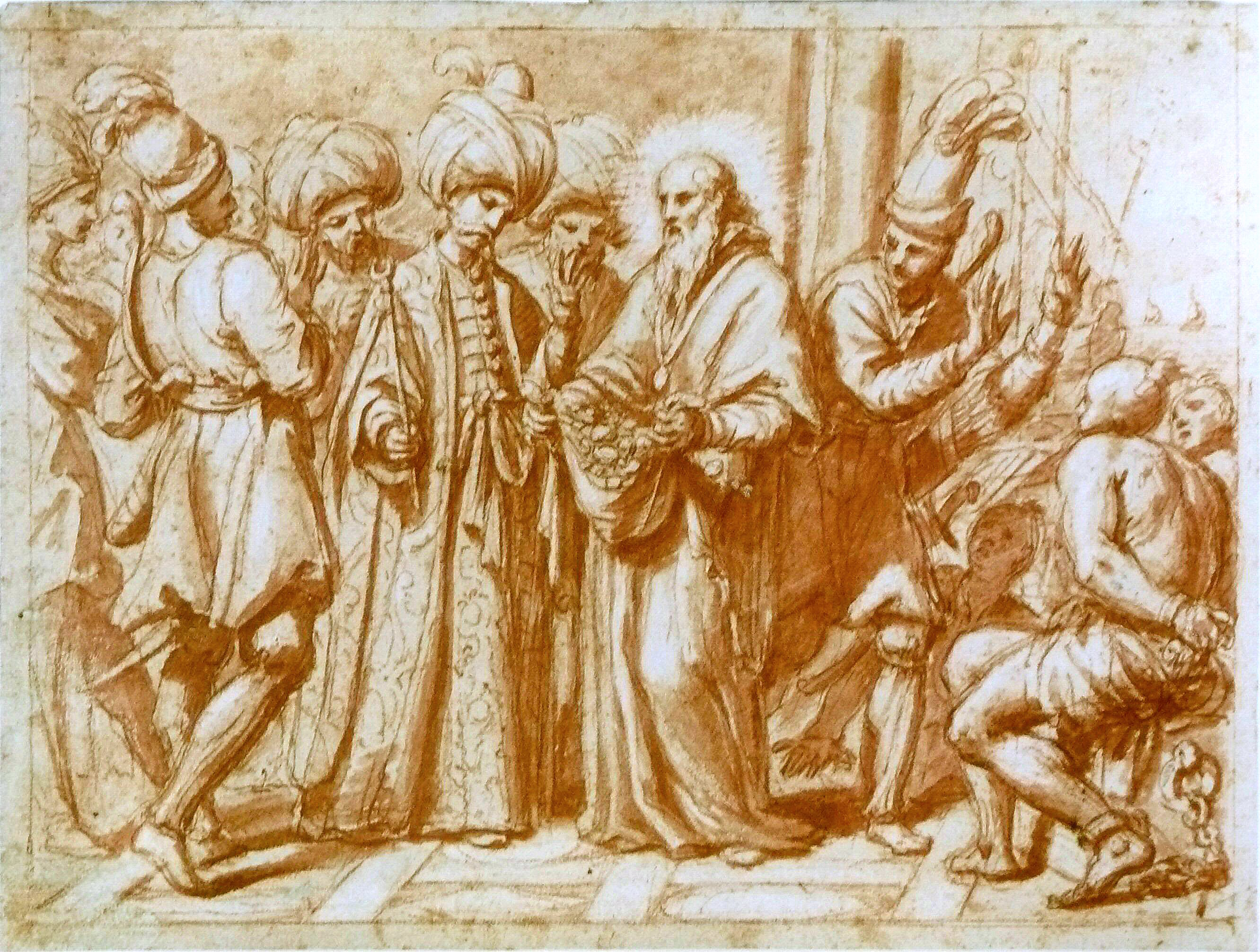
Religieux libérant des esclaves turcs, sanguine de Giovanni Maria Morandi, deuxième moitié du XVIIe siècle, musée du Louvre

Le prix moyen de rachat vers la fin du XVIe siècle est de 120 à 180 écus selon les individus. Les femmes jeunes, objets de désirs sexuels, sont souvent chères. Leur prix diminue cependant rapidement avec leur âge.
Racheter sa liberté à son propriétaire est la façon la plus simple de l'obtenir. Mais une telle somme est difficile à épargner pour un esclave à l'activité économique très contrôlée. Le plus simple est d'obtenir son rachat par sa famille, rapidement après la capture. Ce n'est pas toujours possible car le prix des rançons est élevé, et bien plus important que la valeur marchande d'un esclave, même en bonne santé. Tout un trafic commercial autour du rachat se met en place entre Malte et les pays musulmans, faisant vivre de nombreux intermédiaires. À la libération, les autorités délivrent alors un sauf-conduit (coûtant 10 écus en 1685), qui permet aux individus de circuler librement pour retourner chez eux. Entre janvier 1686 et décembre 1706, 757 sauf-conduits ont été accordées à 627 hommes et 130 femmes libérés. Et après sa liberté, il faut encore payer son voyage en navire pour rentrer au pays.
Plus rarement, un événement exceptionnel peut survenir, en particulier le rachat en nombre d'esclaves par voie diplomatique, rare mais non exceptionnel. Un dernier exemple se verra encore à la fin du XVIIIe siècle quand l'ambassadeur du Maroc vint à Malte racheter 1 200 esclaves, à la suite d'un vœu de son souverain.
Il arrive également que les pouvoirs ennemis parviennent à s'entendre pour échanger quelques esclaves. Une institution favorisant les négociations pour le rachat des esclaves est même fondée en 1607 par le grand maître Alof de Wignacourt. Mais la politique de l'Ordre semble assez avare sur ce point, un voyageur à Tunis en 1788 décrit les espoirs des esclaves chrétiens retenus à Tunis : « Naples fait racheter les siens le plus qu'elle peut ; Gênes, parfois, Malte presque jamais, mais La Religion fait quelques fois des échanges dans lesquels Tunis gagne toujours ne relâchant jamais qu'un Maltais pour deux, trois et quatre musulmans. ».
Parfois, l'esclave ne retrouve sa liberté qu'après de nombreuses années passées à Malte. Il a alors perdu souvent tout contact avec sa terre d'origine et choisit parfois de rester finir ses jours à Malte. C'est souvent le cas des esclaves vieillissants, qui ont tissé des liens avec leur propriétaire qui les libère sur leur testament. Certains parviennent aussi à épouser un conjoint maltais.
La conversion des esclaves musulmans au catholicisme apparaît comme une tentative désespérée d'échapper à leur condition. Ils sont alors immédiatement rejetés par leurs anciens coreligionnaires, sans pour autant gagner leur liberté, ni même de meilleurs traitements de leurs geôliers.

### Évasions
Rêve probable de tout esclave, il est d'autant plus réalisable que la terre musulmane est proche (les cotes tunisiennes sont à environ 400 km). Mais il faut de la chance et une organisation minutieuse pour dérober une barque et partir avec assez de vivres pour la mener à bon port. Il semble que les évasions aient été assez courantes au cours du XVIe siècle, mais elles étaient souvent stoppées par la vigilance de la surveillance côtière.

### Révoltes

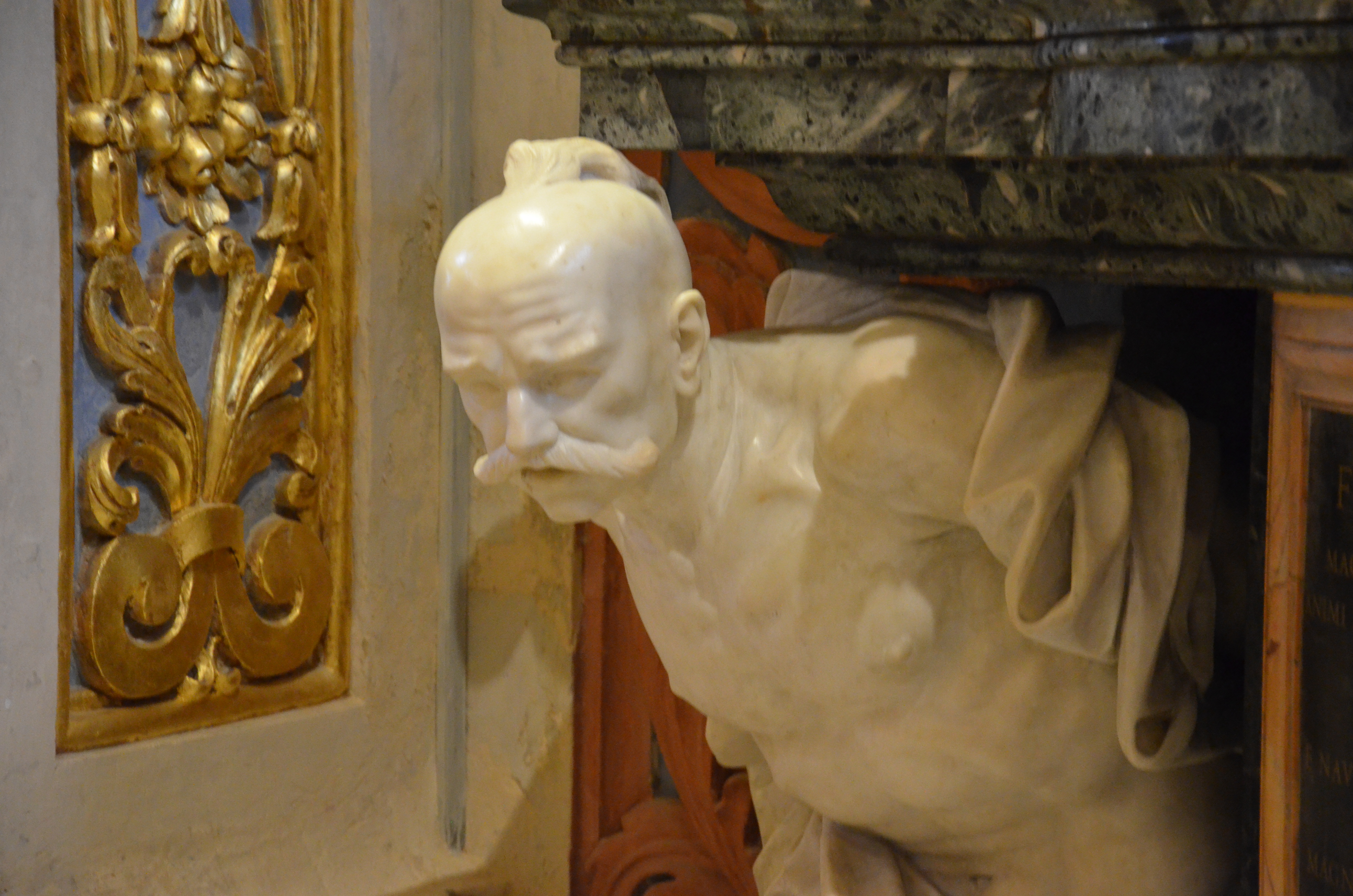
Esclave turc du tombeau du grand maître Nicolas Cotoner dans la chapelle d'Aragon de la co-cathédrale Saint-Jean de La Valette

Plus radical encore est la révolte d'un grand nombre d’esclaves, qui restera une obsession sécuritaire de l'Ordre au vu du nombre d’esclaves présents, de leur absence d'espoir et du rejet social qu'ils inspirent. Trois exemples sont connus :

#### Révolte de 1531
Cette révolte n'est connue que par un récit de Giacomo Bosio, son authenticité a été mise en doute.
Le 29 juin 1531, l'Ordre n'est installé à Malte que depuis un an à peine. Seize esclaves se seraient alors enfuis des murailles du fort Saint-Ange puis auraient ouvert les portes des prisons et tué des gardiens. Après un court combat, les deux chefs, nommés Cara Saïm et Cara Mustafa, sont tués et leurs corps exposés sur des piques à l’embouchure du port, sur une langue de terre nommée depuis lors Punta delle Forche. Même si les archives ne mentionnent pas cette révolte, l'Ordre décide effectivement en 1531 la construction d'une prison des esclaves. Le souvenir devait en rester parmi les esclaves de l'île car ils étaient particulièrement surveillés le jour anniversaire de la révolte.

#### Révolte de 1596
La deuxième révolte connue eut lieu en février 1596, elle n'a été découverte que récemment car presque entièrement occultée dans les archives. Plusieurs esclaves refusent brusquement de rejoindre leurs prisons de La Valette et Città Vittoriosa. Ils parviennent à s'emparer des clefs des portes de La Valette et s’enfuient en laissant les portes de la ville grandes ouvertes. Ils atteignent la campagne maltaise où ils errent quelques jours à la recherche d'un navire pour s'enfuir de l'île, non sans essayer de rallier à leur aventure les esclaves rencontrés en chemin. Les évadés sont finalement rattrapés et condamnés.
Cet incident crée une vive émotion au sein de l'Ordre, non seulement par les failles de sécurité des geôles, mais plus encore par l'ouverture nocturne des portes de la ville. Cet épisode est vécu comme un traumatisme car il met en évidence la vulnérabilité de l'île à une attaque ottomane organisée, véritable obsession depuis le Grand Siège de 1565. C'est aussi la prise de conscience d'un problème de sécurité dû au nombre croissant des esclaves vivant dans l'île, considérés comme un potentiel soutien, voire un cheval de Troie, à de nouvelles attaques musulmanes. Le complot de 1749 prouve la réalité de cette menace.
Le grand maître Martin Garzez ordonne immédiatement la surveillance accrue des prisons. Son successeur Alof de Wignacourt promulguera dès 1602 une nouvelle réglementation sur la gestion des esclaves à Malte. Désormais, les esclaves ne pourront avoir d'activité rémunérée, ni faire de négoce, hormis pour de petites sommes et sous la surveillance directe de l'Ordre. Les esclaves ne peuvent plus également louer de logement. Cette règlementation ne subira que peu de modifications tout au cours du XVIIe siècle.

#### Complot du Bacha de 1749

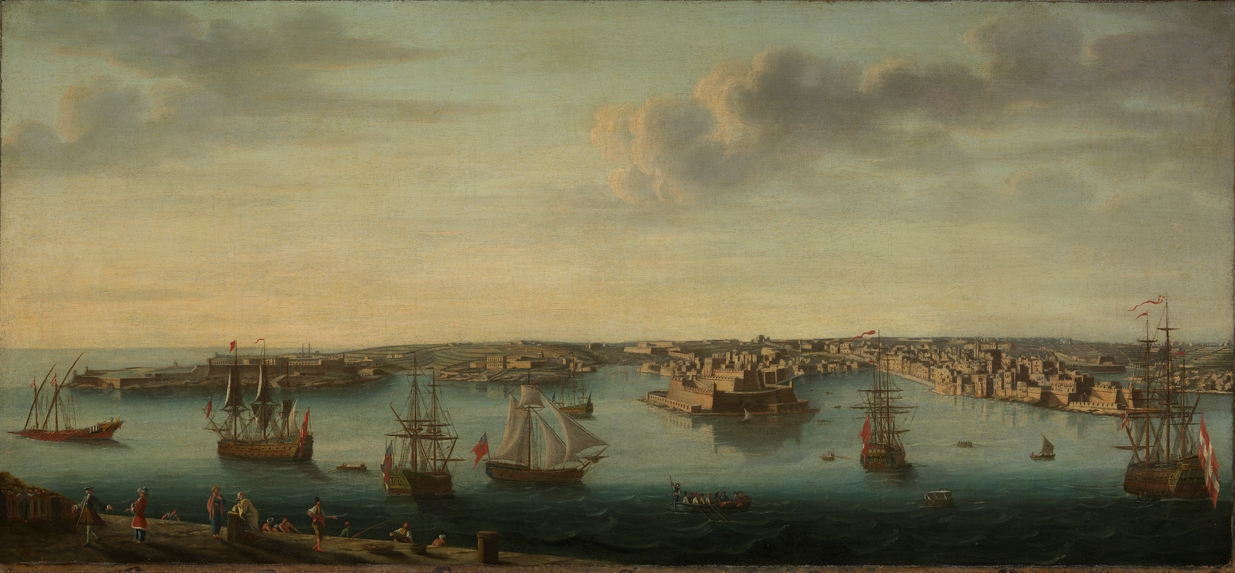
Port de La Valette vers 1750

En 1749, un extraordinaire complot visant à prendre le pouvoir à Malte par les esclaves est fomenté par le bacha de Rhodes, récemment capturé après la mutinerie de sa galère. Grâce à la grande liberté qui lui fut laissée à Malte, il parvint à rassembler de nombreux esclaves musulmans autour d'une conjuration projetant d'assassiner le grand maître Manoel Pinto da Fonseca et de nombreux chevaliers au cours d'une fête religieuse dans le but de conquérir Malte. Le complot fut découvert peu avant son exécution prévu pour le 22 juin 1749. Plus de 200 esclaves furent jugés, dont le chambrier du grand maître et beaucoup furent exécutés.
Des esclaves, ayant participé au complot du bacha, subirent un supplice particulièrement atroce, les os brisés et la chair arrachée au fer rouge avant d’être écartelés par quatre galères dans le port de Malte.
Le bacha fut renvoyé à Constantinople. La surveillance des esclaves fut encore accrue.

## Abolition
Malgré l'évolution des idées en Europe à la fin du XVIIIe siècle, et la fin des galères dans de nombreux pays, l'esclavage continua jusqu'à la fin de la période hospitalière : une vente d'esclave au plus offrant eut encore lieu en 1797.
Les troupes françaises de Bonaparte débarquent à Malte le 10 juin 1798. En deux jours, ils mettent fin à 267 ans de domination de l'Ordre. Dès le 16 juin (28 prairial an VI) Bonaparte prend un décret dans lequel il abolit l'esclavage à Malte, un des premières décisions de ce genre en Europe :
« Article 3. L'esclavage est aboli : tous les esclaves connus sous le nom de bonnivagli seront mis en liberté, et le contrat déshonorant pour l'espèce humaine qu'ils ont fait est détruit.
Article 4. En conséquence de l'article précédent, tous les Turcs qui sont esclaves de quelque particulier seront remis entre les mains du général commandant, pour être traités comme prisonniers de guerre ; et, vu l'amitié qui existe entre la république française et la Porte ottomane, ils seront envoyés chez eux lorsque le général en chef l'ordonnera, et lorsqu'il aura connaissance que les beys consentent à renvoyer à Malte tous les esclaves français ou maltais qu'ils auraient. »
Tous les esclaves (environ 2 000) sont libérés, dont 300 tunisiens, ce qui permet la libération en réponse de 52 maltais enchaînés à Tunis.
Il est à noter que si Bonaparte abolit l'esclavage à Malte, la France ne légifèrera en ce sens pour ses propres territoires outre-mer que 50 ans plus tard en 1848.

## Bilan et conséquences
L'importance de l'esclavage dans le système économique maltais et hospitalier a longtemps été minimisé par les historiens,. De nombreux travaux récents, en particulier de chercheurs français, permettent de lui redonner toute son importance dans l'histoire de l'ordre de Saint-Jean de Jérusalem à Malte. Pourtant, le déni historique, sur fond de mauvaise conscience, persiste à Malte, où Times of Malta, le plus ancien journal maltais, regrettait en 2015, qu'aucun monument, qu'aucune commémoration, n'ait célébré le bicentenaire de l'abolition de l'esclavage dans l'archipel.
L'esclavage à Malte ne s'est pas tout à fait terminé avec Bonaparte puisque des Maltais, et les Anglais, resteront impliqués dans la traite humaine en Afrique, parfois jusque dans la deuxième moitié du XIXe siècle. On cite notamment les cas d'Amabile Debono et de son oncle, le célèbre explorateur Andrea Debono qui trafiquaient au sud-Soudan dans les années 1860.

### Ouvrages
- Anne Brogini, « L’esclavage au quotidien à Malte au xvie siècle », Cahiers de la Méditerranée, vol. 65,‎ 2002, p. 137-158 (lire en ligne)
- Anne Brogini, « Une activité sous contrôle : l’esclavage à Malte à l’époque moderne », Cahiers de la Méditerranée, vol. 87,‎ 2013, p. 49-61 (lire en ligne)
- Elina Gugliuzzo, « Être esclave à Malte à l'époque moderne », Cahiers de la Méditerranée, vol. 87,‎ 2013, p. 63-76 (lire en ligne)
- Jean Mathiex, « Trafic et prix de l'homme en Méditerranée aux XVIIe et XVIIIe siècles », Annales. Économies, Sociétés, Civilisations, vol. 9, no 2,‎ 1954, p. 157-164 (DOI 10.3406/ahess.1954.2260, lire en ligne)
- Carmen Pasquale, « Quelques aspects de l’esclavage à Malte au XVIIIe siècle », dans François Moureau, Captifs en Méditerranée (XVI-XVIIIe siècles): histoires, récits et légendes, Presses Paris Sorbonne, 2008 (lire en ligne), p. 181

### Documentaire
- Danielle Proskar, Piraterie et esclavage en Méditerranée : Périls en mer au XVIe siècle, 2023, 53min